# Cobra and Phases Group Play Voltage in the Milky Night
Albums de Stereolab
Aluminum Tunes : Switched On, Vol. 3
(1998) Sound-Dust
(2001)
Cobra and Phases Group Play Voltage in the Milky Night est le sixième album de Stereolab, sorti en septembre 1999.
Le titre de l'album fait référence aux noms de deux groupes surréalistes, CoBrA et Phases Group.
Cet album a été produit par Stereolab en collaboration avec John McEntire, du groupe Tortoise, et Jim O'Rourke, du groupe Sonic Youth.

## Liste des titres
1. Fuses – 3:40
2. People Do It All the Time – 3:42
3. The Free Design – 3:47
4. Blips, Drips and Strips – 4:28
5. Italian Shoes Continuum – 4:36
6. Infinity Girl – 3:56
7. The Spiracles – 3:40
8. Op Hop Detonation – 3:32
9. Puncture in the Radax Permutation – 5:48
10. Velvet Water – 4:24
11. Blue Milk – 11:29
12. Caleidoscopic Gaze – 8:09
13. Strobo Acceleration – 3:55
14. The Emergency Kisses – 5:53
15. Come and Play in the Milky Night – 4:38

### Disque bonus de l'éditionallemande
1. Escape Pod (From the World of Medical Observations) - 3:58
2. With Friend Like These - 5:49
3. Les Aimies Des Memes - 3:54

### Titre supplémentaire de l'éditionjaponaise
En plus du disque bonus, l'édition japonaise comporte un titre supplémentaire à la fin de l'album :
- Galaxidion - 3:15